# Яткі (Західнопоморське воєводство)
Яткі (пол. Jatki, нім. Brendemühl) — село в Польщі, у гміні Свежно Каменського повіту Західнопоморського воєводства.
Населення — 159 осіб (2011).
У 1975-1998 роках село належало до Щецинського воєводства.

## Демографія
Демографічна структура станом на 31 березня 2011 року:
|          | Загалом | Допрацездатний вік | Працездатний вік | Постпрацездатний вік |
| -------- | ------- | ------------------ | ---------------- | -------------------- |
| Чоловіки | 78      | 11                 | 62               | 5                    |
| Жінки    | 81      | 21                 | 43               | 17                   |
| Разом    | 159     | 32                 | 105              | 22                   |